# Isabel Field

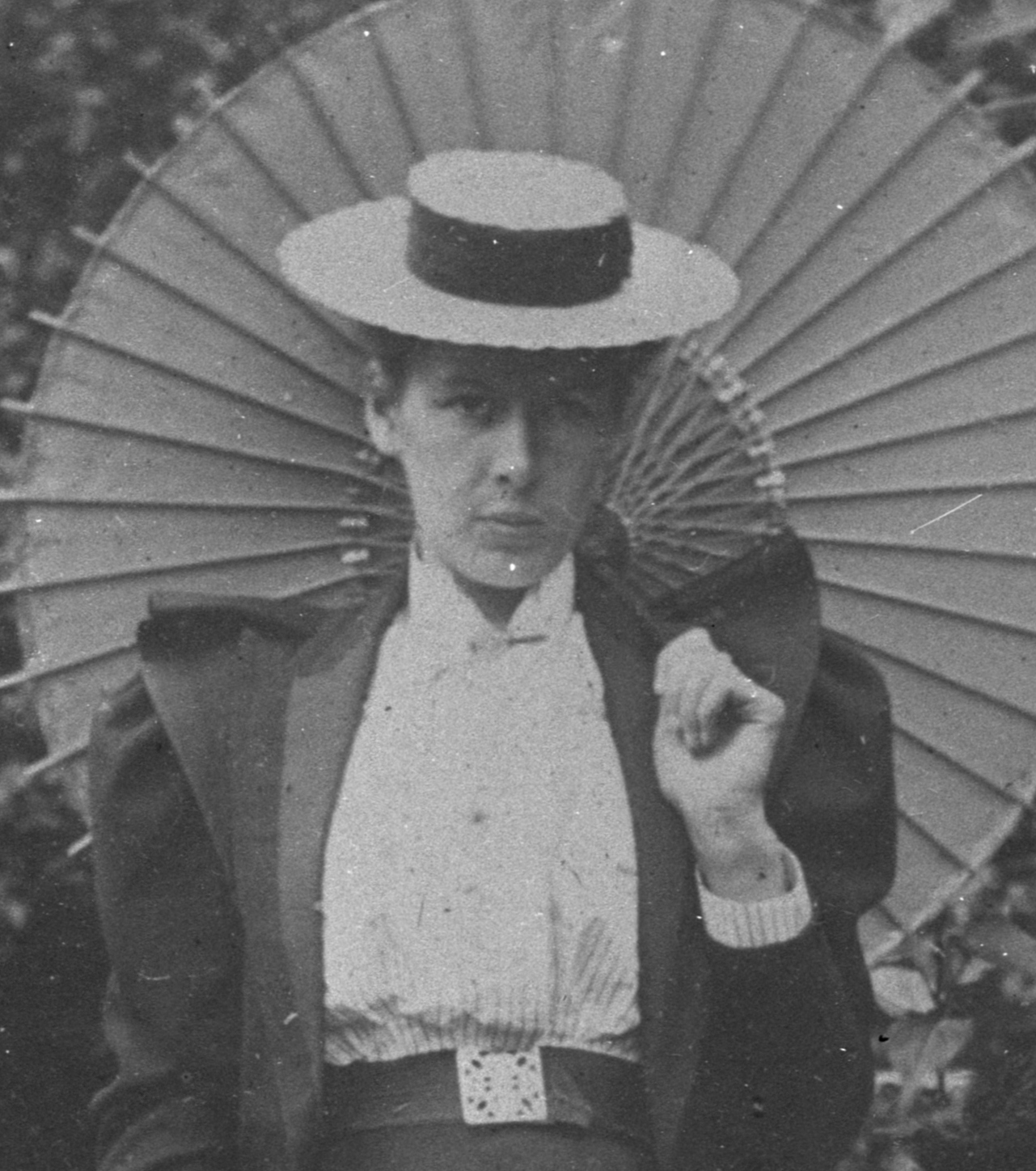
Hodgkins em 1892

Isabel Jane Field (nascida Hodgkins ; 1867 – Setembro de 1950) foi uma artista neozelandesa. Era irmã da célebre pintora Frances Hodgkins.

## Biografia
Nasceu em Dunedin em 1867. O seu pai era o pintor W. M. Hodgkins.
Hodgkins casou-se com William Hughes Field na Catedral de São Paulo, Dunedin, a 26 de Abril de 1893. A filha mais velha deles, Lydia, casou-se com Noel Pharazyn.
Field faleceu em Wellington no final de Setembro de 1950.